# Євбуляцька сільська рада
Євбуля́цька сільська рада (рос. Евбулякский сельский совет) — муніципальне утворення у складі Аскінського району Башкортостану, Росія. Адміністративний центр — присілок Євбуляк.

## Населення
Населення — 710 осіб (2019, 901 в 2010, 1083 в 2002).

## Склад
До складу поселення входять такі населені пункти:
| Населений пункт           | Населення, осіб (2002) | Населення, осіб (2010) |
| ------------------------- | ---------------------- | ---------------------- |
| Євбуляк, присілок         | 101                    | 86                     |
| Корольово, присілок       | 75                     | 54                     |
| Кушкуль, присілок         | 31                     | 20                     |
| Новий Карткісяк, присілок | 79                     | 58                     |
| Султанай, присілок        | 237                    | 243                    |
| Упканкуль, присілок       | 508                    | 404                    |
| Чорне Озеро, присілок     | 52                     | 36                     |